# Lotta ai Giochi della XVI Olimpiade
Le competizioni di lotta dei Giochi della XVI Olimpiade si sono svolte al Royal Exhibition Building di Melbourne dal 28 novembre al 1º dicembre 1956 per le 8 categorie della lotta libera e dal 3 al 6 dicembre 1956 per quanto riguarda le 8 categorie della lotta greco-romana.

## Podi
| Evento                   | Oro                   | Argento                | Bronzo             |
| Lotta greco-romana       |                       |                        |                    |
| Mosca (dettagli)         | Nikolaj Solov'ëv      | Ignazio Fabra          | Dursun Ali Eğribaş |
| Gallo (dettagli)         | Konstantin Vyrupaev   | Edvin Vesterby         | Francisc Horvath   |
| Piuma (dettagli)         | Rauno Mäkinen         | Imre Polyák            | Roman Dzneladze    |
| Leggeri (dettagli)       | Kyösti Lehtonen       | Rıza Doğan             | Gyula Tóth         |
| Welter (dettagli)        | Mithat Bayrak         | Vladimir Maneyev       | Per Gunnar Berlin  |
| Medi (dettagli)          | Givi K'art'ozia       | Dimitǎr Dobrev         | Rune Jansson       |
| Medio-massimi (dettagli) | Valentin Nikolaev     | Petko Sirakov          | Karl-Erik Nilsson  |
| Massimi (dettagli)       | Anatolij Parfënov     | Wilfried Dietrich      | Adelmo Bulgarelli  |
| Lotta libera             |                       |                        |                    |
| Mosca (dettagli)         | Mirian Calkalamanidze | Mohamed Khojastehpour  | Hüseyin Akbaş      |
| Gallo (dettagli)         | Mustafa Dağıstanlı    | Mohamed Mehdi Yaghoubi | Mykhailo Shakhov   |
| Piuma (dettagli)         | Shōzo Sasahara        | Jef Mewis              | Erkki Penttilä     |
| Leggeri (dettagli)       | Emam Ali Habibi       | Shigeru Kasahara       | Alimbeg Bestayev   |
| Welter (dettagli)        | Mitsuo Ikeda          | İbrahim Zengin         | Vakhtang Balavadze |
| Medi (dettagli)          | Nikola Stanchev       | Dan Hodge              | Giorgi Skhirtladze |
| Medio-massimi (dettagli) | Gholam Reza Takhti    | Boris Kulayev          | Pete Blair         |
| Massimi (dettagli)       | Hamit Kaplan          | Yusein Mekhmedov       | Taisto Kangasniemi |

## Medagliere
| Posizione | Paese            |    |    |    | Totale |
| --------- | ---------------- | -- | -- | -- | ------ |
| 1         | Unione Sovietica | 6  | 2  | 5  | 13     |
| 2         | Turchia          | 3  | 2  | 2  | 7      |
| 3         | Iran             | 2  | 2  | 0  | 4      |
| 4         | Giappone         | 2  | 1  | 0  | 3      |
| 5         | Finlandia        | 2  | 0  | 2  | 4      |
| 6         | Bulgaria         | 1  | 3  | 0  | 4      |
| 7         | Svezia           | 0  | 1  | 3  | 4      |
| 8         | Stati Uniti      | 0  | 1  | 1  | 2      |
| 8         | Italia           | 0  | 1  | 1  | 2      |
| 8         | Ungheria         | 0  | 1  | 1  | 2      |
| 11        | Germania         | 0  | 1  | 0  | 1      |
| 11        | Belgio           | 0  | 1  | 0  | 1      |
| 13        | Romania          | 0  | 0  | 1  | 1      |
| Totale    | Totale           | 16 | 16 | 16 | 48     |